# Попов, Геннадий Яковлевич
Попов Геннадий Яковлевич (укр. Попов Генадій Якович; 1932—2013) — советский и украинский учёный в области механики деформируемого твёрдого тела, в механике разрушения, доктор физико-математических наук, профессор, заведующий кафедрой методов математической физики Института математики, экономики и механики Одесского национального университета им. Мечникова Член Академии наук высшей школы Украины.
Им разработаны новые научные направления в области математических проблем механики. Под его научным руководством защищено более 44 кандидатских работ, он выступал научным консультантом по 12 докторским диссертациям.
В 2009 году вместе с коллективом учёных был награждён Государственной премией Украины в области науки и техники за цикл работ «Современные проблемы механики разрушения».

## Биография
Родился 6 октября 1932 года в селе Челкар Карагандинской области Казахстана в семье крестьян.
В 1953 году окончил Одесский строительный институт по специальности «гидротехник».
В 1958 году защитил кандидатскую диссертацию по специальности «Механика деформируемого твёрдого тела» под руководством академика М. И. Крейна.
В 1963 году защитил докторскую диссертацию в Институте проблем механики Академии наук СССР (Москва).
В 1964 году занял должность заведующего кафедрой сопротивления материалов в Одесском инженерно-строительном институте.
С 1971 года до конца жизни работал в Одесском национальном университете им. И. И. Мечникова и занимал должность заведующего кафедрой методов математической физики.
В 1965 году ему было присвоено звание профессора, а в 1993 году он был избран академиком АН Высшей Школы Украины.
Являлся иностранным членом РААСН, членом комитетов по теоретической и прикладной механике Украины и России.
Скончался 30 января 2013 года.

## Научная деятельность
Геннадий Яковлевич Попов относится к научной школе, основанной чл.-кор. АН Украины, проф. М. Г. Крейном.

### Основные направления работы
Среди основных направлений работы Попова Г. Я. можно выделить следующие:
1. Контактные задачи теории упругости
2. Теория линейнодеформируемых оснований
3. Метод ортогональных многочленов
4. Интегральные преобразования (методы их вывода и применение к краевым задачам)
5. Методы, основанные на привлечении краевых задач аналитических функций
6. Методы, основанные на привлечении решений с неинтегрируемыми особенностями
7. Метод разрывных решений
8. Динамические задачи
9. Использование новых преобразований уравнений движения к краевым задачам
10. Слоистые среды
11. Методы, основанные на биортогональных разложениях и полигармонических многочленах

## Труды
- Изгиб полубесконечной плиты, лежащей на линейно-деформируемом основании / Г. Я. Попов // Прикл. математика и механика. — 1961. — Т. 25, вып. 2. — С. 342-355.
- О методе ортого-нальних многочленов в контактних задачах теории упругости / Г. Я. Попов // Прикл. математика и механика. — 1969. — Т. 33, вып. 3. — С. 518-531.
- К решению задач теории упругости методом факторизации/ Г. Я. Попов // Прикл. математика и механика. — 1974. — Т. 38, вып. 1. — С. 178-183.
- Точное решение плоских задач о контакте полубесконечных балок с упругим клином / Г. Я. Попов // Прикл. математика и механика. — 1975. — Т. 39, № 6. — С. 1099-1109.
- Развитие теории контактных задач в СССР / Попов Г. Я. и др. ; под ред. Галина Л. А. — М. : Наука, 1976. — 492 с.
- Точное решение задач о колебаниях защемленной по контуру пластинки / Г. Я. Попов // Докл. Акад. наук СССР. — 1977. — Т. 233, № 5. — С. 835-838.
- Об одном способе решения задач механики для областей с разрезами или тонкими включениями / Г. Я. Попов // Прикл. математика и механика. — 1978. — Т. 42, вып. 1. — С. 143-156.
- Разрывные решения одномерных краевых задач и функций Грина / Г. Я. Попов // Вычисл. и прикл. математика — К., 1982. — Вып. 46.
- Контактные задачи для линейнодеформируемого основания / Г. Я. Попов. — К. ; Одесса : Вища шк., 1982. — 167 с.
- Концентрация упругих напряжений возле штампов, разрывов, тонких включений и подкреплений / Г. Я. Попов. — М. : Наука, 1982. — 343 с.
- Точное решение задачи о полностью сцепленной с упругим полупространством полубесконечной пластины / Г. Я. Попов // Изв. АН СССР. Сер. Механика тверд. тела. — 1990. — № 6. — С. 112-113.
- Неосесимметричная задача о концентрации напряжений в неограниченной упругой среде возле сферического разреза / Г. Я. Попов // Прикл. математика и механика. — 1992. — Т. 56, вып. 5. — С. 770-779.
- О дифракции упругих волн на сферических дефектах / Г. Я. Попов // Прикл. математика и механика. — 1996. — Т. 60, вып. 5. — С. 835-847.
- Задачи о концентрации напряжений возле конического дефекта / Г. Я. Попов // Прикл. математика и механика. — 1997. — Т. 61, № 3. — С. 510-519.
- Об одном спектральном соотношении для многочленов Чебышева-Лагерра и его приложении к динамическим задачам механики разрушения / Г. Я. Попов // Прикл. математика и механика. — 1999. — Т. 63, № 1. — С. 71-80.
- Осесимметричная сметанная задача теории упругости для усеченного кругового полого конуса / Г. Я. Попов // Прикл. математика и механика. — 2000. — Т. 64, № 3. — С. 431-443.
- Задача о напряженном состоянии упругого конуса, ослабленного трещинами / Г. Я. Попов // Прикл. математика и механика. — 2000. — Т. 64, № 2. — С. 337-348.
- Точные решения некоторых смешанных задач несвязанной термоупругости для конечного кругового полого цилиндра с вырезом вдоль образующей / Г. Я. Попов // Прикл. математика и механика. — 2002. — Т. 66, № 3. — С. 694-704.
- Новые интегральные преобразования с применением к некоторым краевым задачам математической физики / Г. Я. Попов // Укр. мат. журн. — 2002. — Т. 54, № 12. — С. 1642-1652.
- О новых преобразованиях разрешающих уравнений теории упругости й новых интегральных преобразованиях и их применении к краевым задачам механики / Г. Я. Попов // Прикл. механика. — 2003. — Т. 39, № 12. — С. 46-73.
- Точное решение смешанной задачи теории упругости для четверти пространства / Г. Я. Попов // Механика твердого пространства. — 2003. — № 6. — С. 31-40.